# Garde maritime et côtière indonésienne
La Garde maritime et côtière indonésienne (en indonésien : Kesatuan Penjagaan Laut dan Pantai Indonesia – KPLP) est une agence du gouvernement indonésien dont la fonction principale est d’assurer la sécurité des navires dans la zone maritime indonésienne.

## Historique
Pendant la période coloniale néerlandaise, une agence du gouvernement appelée "Service de la garde côtière et de la mer" (en néerlandais : Zee en Kustbewaking Dienst) avait été formée pour protéger les mers et les côtes des Indes néerlandaises. Après la reconnaissance de l’indépendance de l’Indonésie par les Néerlandais, l’agence a été confiée au nouveau gouvernement indonésien et a été renommée "Service de la garde côtière et marine" ( indonésien : Dinas Penjagaan Laut dan Pantai Indonesia    ). L'agence a ensuite changé de nom à plusieurs reprises, pour finir avec son nom actuel.
À l'époque coloniale, deux agences gouvernementales, la marine du gouvernement ( Dutch : Gouvernementsmarine ) et l'agence de la navigation ( néerlandaise : Dienst van Scheepvaart), avaient été constituées pour protéger les mers et les côtes . Les deux organisations ont été brièvement dissoutes en 1942 lors de l'occupation japonaise des Indes orientales néerlandaises pendant la Seconde Guerre mondiale. Après la reddition du Japon, les deux organisations ont été recréées pour continuer à remplir leur fonction principale. En 1947, en pleine révolution nationale indonésienne, les deux agences fusionnent pour devenir le service de garde-mer et de côte ( (en néerlandais : Zee en Kustbewaking Dienst)    ). Parallèlement à l'agence néerlandaise, le gouvernement indonésien, alors en guerre contre les Néerlandais, a créé sa propre organisation, qui joue le même rôle que la Garde maritime et côtière néerlandaise, appelée Service des expéditions de la république d'Indonésie ( Indonésien : Jawatan Pelayaran Republik Indonesia ).
Après la reconnaissance de l'Indonésie par les Pays-Bas, ceux-ci ont remis les garde-côtes et de la mer au nouveau gouvernement indonésien . Le gouvernement indonésien a ensuite fusionné les garde-côtes et les navires et le service des transports maritimes de la république d'Indonésie au sein du service des gardes-côtes et marins ( indonésien : Kesatuan Penjagaan Laut dan Pantai Indonesia    ). L’agence a immédiatement été placée sous la juridiction du ministère des Transports . Au cours de la période de turbulences dans les années 1950 et de la montée des groupes sécessionnistes dans le pays, le gouvernement décida de céder l'agence à la marine indonésienne le 31 janvier 1950. En 1952, l'agence est à nouveau séparée de la marine indonésienne et de nouveau placée sous la juridiction du ministère des Transports. L’agence travaille toutefois toujours de concert pour mettre en place un groupe sécessionniste dans tout le pays jusqu’au début des années 1960.
En 1962, l'agence a été renommée Operasi Polisionil di Laut (OPDIL) et a été placée sous la direction des opérations maritimes du ministère des Transports. En 1965, OPDIL a de nouveau été renommé Opération spéciale adjointe des transports publics (AOKAP) basé sur SK. Numéro Menhubla Kab.4 / 9/16/1965. Basé sur SK. Ministre des Transports N ° M.14 / 3/14 Phb du 20 juin 1966, l’agence a changé son nom pour devenir le Bureau de la sécurité de la navigation maritime (BKP), chargé d’organiser la police spéciale en mer et la RS. Basé sur SK. Ministre des Maritimes: N ° Kab.4 / 3/14 du 13 décembre 1966, le BKP a été intégré au commandement de l'unité des opérations (KASOTOP), qui est devenu plus tard la Direction de la marine marchande tout en assurant les fonctions de police en mer. Avec le changement du département des Maritimes en ministère des Transports, basé sur SK. Ministre des Transports Mb / 14/7 Phb du 24 août 1968, les fonctions spéciales de la RAS ont été intégrées à la Direction de la navigation. Le ministre des Transports a été renommé Garde maritime et côtière pour organiser la Police spéciale dans la mer et la sécurité spéciale du port.

## Situation actuelle
La KPLP n’est pas associé à l’Agence indonésienne de la sécurité maritime (indonésien : Badan Keamanan Laut Indonesia - Bakamla). Elle dépend du ministère des Transports, alors que cette dernière relève du ministère de la coordination des affaires politiques, juridiques et de sécurité . Les deux organismes ont toutefois des rôles et des fonctions similaires et mènent souvent des opérations conjointes ainsi que des manœuvres et des exercices de simulation conjoints.
Sur la base du SK Dirjen Hubla n ° Kab.4 / 3/4 du 11 avril 1970, le DPLP est devenu le commandement du commandement des opérations maritimes et côtières (KOPLP). D'après le décret du ministre des transports n ° KM.14 / U / plib-73 du 30 janvier 1973, le KOPLP est devenu le Sea and Coast Guard (KPLP).

### Séparation du ministère des Transports
Sur la base de la loi n ° 17/2008 sur la marine marchande, création mandatée de Sea and Coast Guard, une agence gouvernementale chargée de la garde de la mer et des côtes et de l’application des lois et règlements relatifs à la garde des côtes et de la mer, l’agence serait placée sous la Responsabilité du président et sera géré de manière opérationnelle par le ministre. Une réglementation gouvernementale sur la garde côtière et maritime définissant les détails et l’application technique devrait être publiée. Cependant, en raison des débats et des avantages et inconvénients, depuis 2008 jusqu'à ce jour  la réglementation gouvernementale n'a pas encore été finalisée ni publiée. Ce débat concerne le dilemme entre le statut et les patrouilles maritimes harmonieuses ou qui se chevauchent, le contrôle et l'application de la loi, qui est également mené par le conseil de coordination de la sécurité maritime (devenu fin 2014 l'Agence de la sécurité maritime), direction générale de la Marine et Surveillance des ressources halieutiques sous l' égide du Ministère des affaires maritimes et de la pêche et de plusieurs autres institutions. Le ministre des Transports, Ignatius Jonan, a appuyé la création de l'Agence de la sécurité maritime, mais a rejeté un PPK relevant de l'Agence de la sécurité maritime en raison de l'exécution de ce protocole prescrite par la loi n ° 17/2008 et étant reconnu par l'OMI (Organisation maritime internationale). Le ministre Jonan avait également proposé que le PPK soit relevé d’Echelon II à Echelon I (direction générale), bien que cela ait suscité la controverse d’experts.

## Rôles et fonctions

### Rôles
La KPLP est chargée de formuler et d’appliquer des politiques, normes, directives, critères et procédures, ainsi que des conseils techniques, des évaluations et des rapports sur les patrouilles et la sécurité, la surveillance de la sécurité et le responsable de la sécurité publique, la installations et infrastructures de gardes côtières et maritimes.

### Fonctions
La KPLP doit, dans le domaine de la garde côtière et maritime :
- Élaborer une politique (formuler des normes, normes, directives, critères et procédures), y compris mais sans y être limitée : patrouille et sécurité, enquêteur de la fonction publique, ordre de voyage, gestion des sinistres et des travaux sous-marins, installations et infrastructures des gardes côtières et maritimes ;
- Fournir des conseils techniques ;
- Fournir des conseils techniques Direction générale des transports maritimes et la préparation et fournir des qualifications techniques des ressources humaines ;
- Application de la législation dans le domaine des transports maritimes ;
- Enquête sur l'acte criminel de la navigation ;
- Supervision et contrôle des activités de sauvetage et des travaux sous-marins ;
- Installation / exploration et exploitation de bâtiments au-dessus et au-dessous de l'eau ;
- Fournir une assistance de recherche et de sauvetage en mer et de prévention des incendies ;
- Sécurité et supervision des aides à la navigation ;
- Prévention de la pollution dans les eaux de mer et sur les plages ;
- Formation à la construction et à l'installation de navires ;
- S'occuper des affaires administratives, personnel et ménage au sein de la direction[6].

## Structure

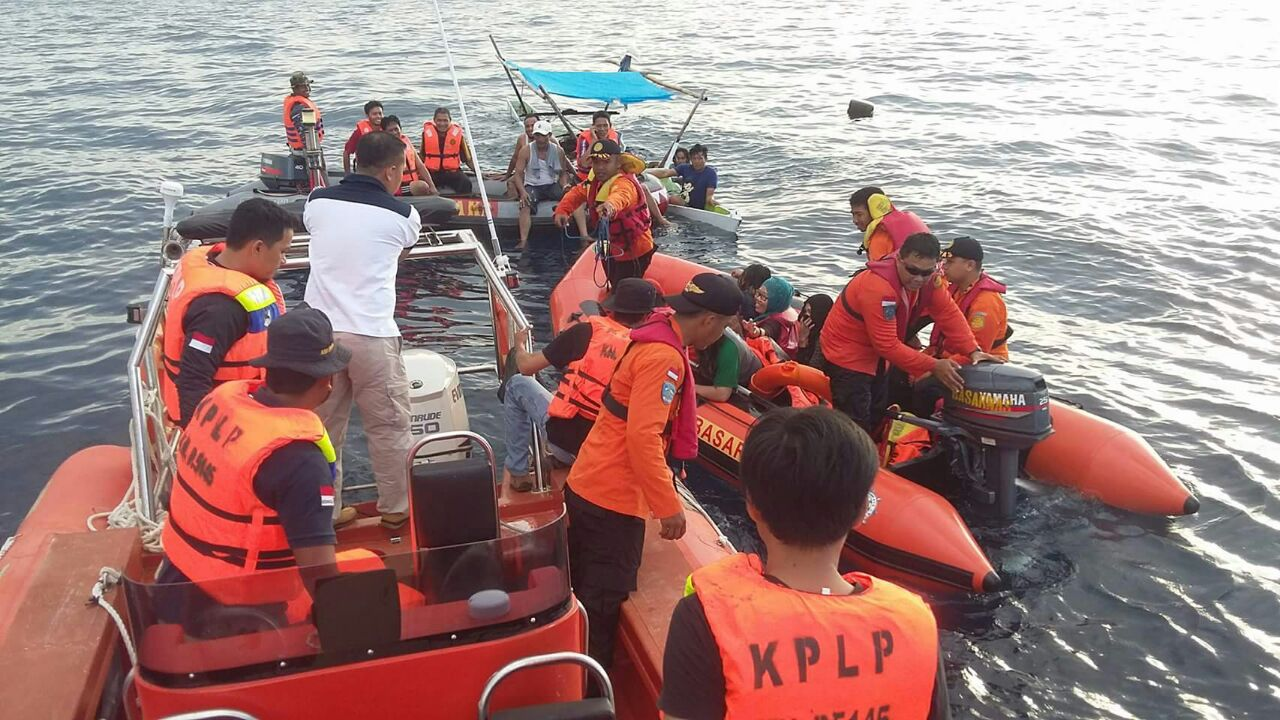
Personnel de la KPLP lors d'une mission de recherche et de sauvetage

La KPLP est une unité de 2e échelon relevant de la Direction générale des transports maritimes du ministère des Transports indonésien. Elle n'est pas liée à l'armée indonésienne, ni n'en fait partie. Cependant, elle mène souvent des exercices et des opérations conjoints avec la marine indonésienne.
Elle assure également la coordination avec d’autres unités de la Direction générale des transports maritimes, telles que l’Unité d’exécution technique ( Unité Pelaksana Teknis / UPT ), base de protection marine et côtière ( Pangkalan Penjagaan Laut dan Pantai / PPPL ), déployée en Indonésie. KPLP Organization est régie directement par la loi numéro 17 de 2008 sur la navigation au chapitre XVII, articles 276 à 281.
- Direction des garde-côtes et de la mer 
  - Sous-direction de la patrouille et de la sécurité 
    - Section de patrouille
    - Section de la sécurité

  - Sous-direction de la sécurité et enquêteur de la fonction publique 
    - Section de la surveillance de la sécurité
    - Section de l'enquêteur de la fonction publique

  - Sous-direction de l'ordre des expéditions 
    - Section des affaires maritimes
    - Section des accidents de la marine

  - Sous-direction de la gestion des catastrophes et du service sous-marin 
    - Section de la gestion des catastrophes
    - Section de service sous-marin

  - Sous-direction des installations et des infrastructures 
    - Section des installations et infrastructures
    - Membre d'équipage de navire

  - Sous-division de l'administration

## Installations et équipements
Les installations à la base de la Garde côtière et de la mer comprennent:
1. Patrouilleur
2. Quai ;
3. Poste de commandement et de communication des gardes-côtes et de la mer
4. Atelier;
5. Dortoir et maison des opérations;
6. Bunkers à eau;
7. Manège militaire et munitions;
8. Fournitures d'entrepôt;
9. Salle / cellules de détention provisoire;
10. Groupe électrogène;
11. Héliport;
12. Manière glissante.

### Équipements

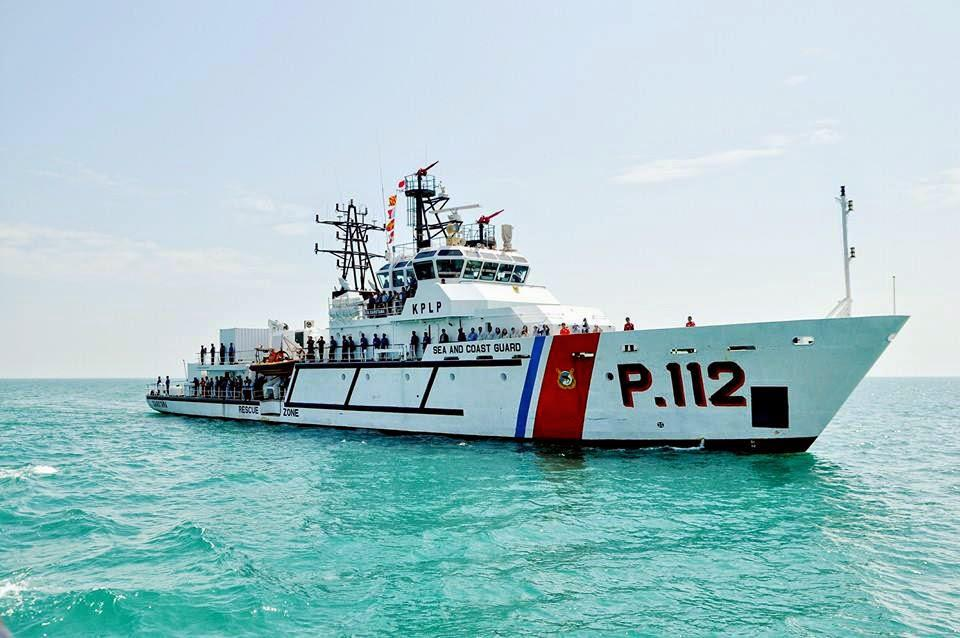
Un patrouilleur de la KPLP

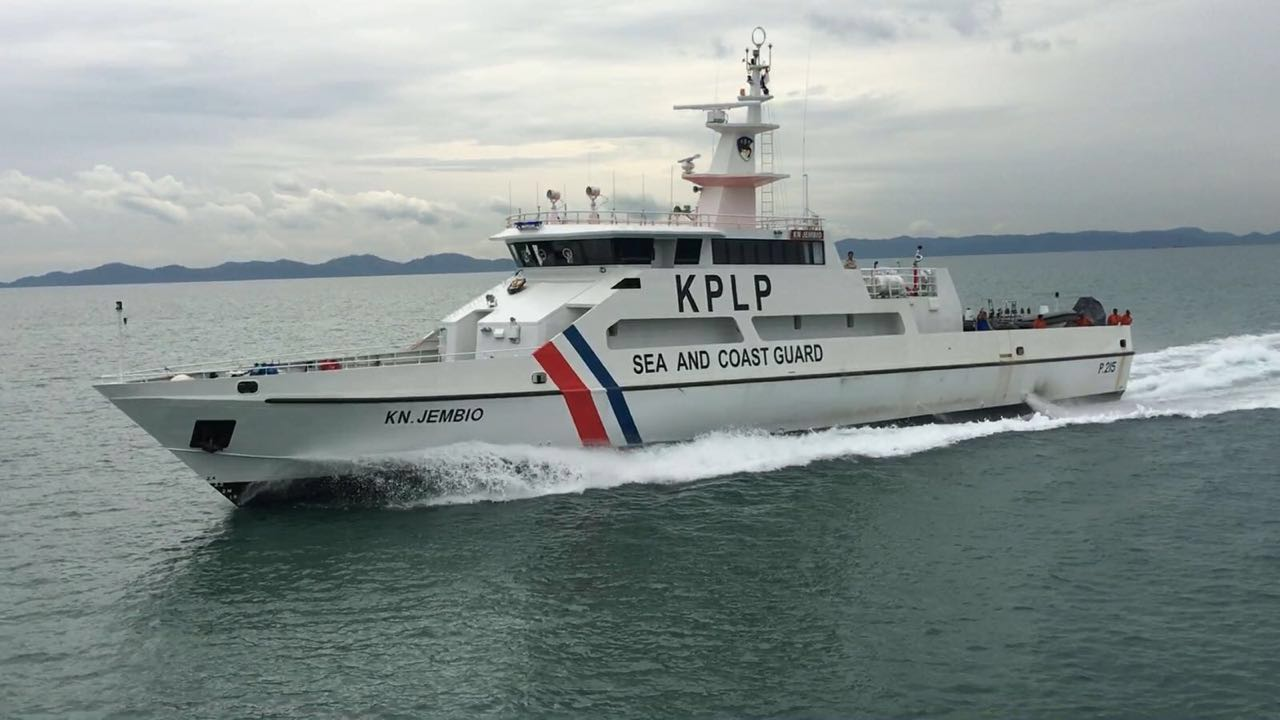
Le KN Jembio de la KPLP lors d'une mission de patrouille

Selon le directeur de la KPLP, en mai 2018, elle possédait  :
1. 7 patrouilleurs de classe 1.
2. 15 patrouilleurs de classe 2
3. 59 patrouilleurs de classe 3
4. 69 patrouilleurs de classe 4
5. 245 patrouilleurs de classe 5

| Classe          | Type                 | Navires | Origine   | Remarque          |
| --------------- | -------------------- | --- | --------- | ----------------- |
| Classe 1 (60 m) | Navire de patrouille | KN Trisula (P.111) KN sarotama (P.112) KN Alugara (P.114) KN Kalimasadha (P.115) KN Chundamani (P.116) KN Kalawai (P.117) KN Gandiwa (P.118) | Indonésie | En service actif. |
| Classe 2 (40 m) | Navire de patrouille | KN Kujang (P.201) KN Celurit (P.203) KN Cundrik (P.204) KN Belati (P.205) KN Golok (P.206) KN Panah (P.207) KN Pedang (P.208) KN Kapak (P.209) KN Rantos (P.210) KN Grantin (P.211) KN Pasatimpo (P.212) KN Salawaku (P.213) KN Damaru (P.214) KN Jembio (P.215) | Indonésie | En service actif. |

La KPLP possède également des centaines de bateaux de classe 3 à 5. Ils ont une taille plus petite que la classe 1 ou 2. Dans les cinq prochaines années ou jusqu'en 2019. L'agence prévoit d’acquérir au moins 500 navires de patrouille de tailles différentes pour renforcer sa flotte de patrouilles.
Afin de soutenir la portée des travaux avec le développement de nouvelles bases à travers l’Indonésie, la KPLP sera renforcée par une gamme de patrouilleurs correspondant aux types de navires de première et de troisième classe. En outre, les navires seront équipés d'armes pour la sécurité de leur personnel et même de la flotte de mauvaises possibilités lorsqu'elles opéreront dans les océans. Les projets de construction navale jusqu'en 2019 vont construire 100 unités de navires de première et de troisième classe qui seront déployés dans toute l'Indonésie pour renforcer les navires existants et les remettre à neuf. Le ministre des Transports, Ignasius Jonan, cible pour les cinq prochaines années l’Organisation de la garde côtière et marine (KPLP) compte 500 bateaux de patrouille de différentes tailles. Le gouvernement ajoutera également une centaine de navires de patrouille de première classe (d’une taille d’environ 60 mètres) et 150 à 200 unités pour les niveaux 2 à 5 (de la taille inférieure à 42 mètres). Un total de 400 unités de navires de la classe KPLP de patrouille IV et V seront également remplacées de la fibre précédemment transformée en bateau pneumatique semi-rigide. En outre, cela élargira la zone de patrouille et ajoutera plus de personnel.

### Identification
L'uniforme de la KPLP est bleu foncé, plus foncé que celui de la marine indonésienne. Si les membres sont d'anciens membres de la marine indonésienne, ils peuvent conserver leur grade et leur classement dans la marine. Tout le personnel utilise un béret noir portant le logo de la PPK. Le personnel civil porte le grade et les insignes de son grade de fonction publique.